# Zol-Qarnain
Zol-Qarnain is een figuur uit de Koran. Hij wordt genoemd in Soera De Spelonk vanaf vers 83 tot en met vers 99. Zol-Qarnain is mogelijk Alexander de Grote als gevolg van de vele legendevorming over deze heerser. Omdat historisch gezien Alexander de Grote geen monotheïst was, beweren veel islamgeleerden echter dat Zol-Qarnain Cyrus de Grote is.
In verzen 83 tot en met 99 zou hij eerst het punt hebben bereikt waar de zon zou ondergaan in een pool vanuit zijn oogpunt. Daarna bereikte hij het punt waar de zon zou opkomen. Hier vond hij een volk dat geen bescherming tegen de zon had. Hij reisde verder en kwam bij een bergpas. Hij kwam hier een volk tegen dat hij nauwelijks kon verstaan. Ze zeiden hem dat Gog en Magog ellende brachten over het land. Met de hulp van het volk weet Zol-Qarnain een met koper overgoten ijzeren muur te maken ter afscheiding van Gog en Magog. Volgens Soera De Profeten 96-97 zal een van de tekenen van de eindtijd zijn dat Gog en Magog door deze muur weten heen te breken.
Deze barrière bestond uit ijzer en gesmolten metaal, maar het is niet precies duidelijk welk metaal. Het kan puur zilver of koper zijn, aangezien beide metalen vloeibaar kunnen worden.